# جوزيف جي. ماكدويل
جوزيف جي. ماكدويل هو محامي وسياسي أمريكي، ولد في 13 نوفمبر 1800 في مقاطعة بورك في الولايات المتحدة، وتوفي في 17 يناير 1877 في هيلزبورو في الولايات المتحدة. نشط حزبياً في الحزب الديمقراطي. وقد انتخب عضو مجلس نواب أوهايو ‏ وانتخب عضو مجلس النواب الأمريكي ‏.